# Hans Siegl
Hans Siegl (* 8. September 1944 in Gröbenzell; † 25. Juni 1978 in Linz, Österreich) war ein deutscher Motorrad-Bahnrennfahrer der späten 1960er- und 1970er-Jahre.
Er war der Sohn des Vorkriegsrennfahrers Albin Siegl und startete seine eigene Karriere im Jahre 1966. Bereits ein Jahr später, startete er in der internationalen Lizenzklasse und qualifizierte sich 1969 erstmals für das Finale zur Sandbahn-Europameisterschaft. Hans Siegl war im Motorrad-Bahnrennsport ein sogenannter Allrounder, d. h., er fuhr Langbahnrennen, Speedway und auch im Winter Eisspeedwayrennen, jeweils sehr erfolgreich. 1971 wurde er Dritter bei den Deutschen Langbahnmeisterschaften und nahm auch an der neu geschaffenen Langbahn-Weltmeisterschaft teil. 1972 gewann er die Deutsche Langbahnmeisterschaft und wurde Vierter der Langbahn-WM. Seine größten Erfolge waren der Gewinn der Langbahn-Vizeweltmeisterschaft 1973 und 1977. In der Speedway-Bundesliga startete Hans Siegl für den MSC Olching und fuhr auch gemeinsam mit Egon Müller, Christoph Betzl und Josef Angermüller in der deutschen Speedway-Nationalmannschaft. Auch im Eisspeedway nahm Siegl an den Weltmeisterschaften teil, zuletzt in Assen 1978. Hans Siegl verstarb am 25. Juni 1978 in einem Krankenhaus in Linz in Österreich, genau 30 Tage nach einem Rennunfall bei einem Speedwayrennen in Linz, als ein vor ihm fahrender Kontrahent stürzte und Siegl nicht mehr ausweichen konnte.

## Erfolge
- Einzel:
  - Langbahn-Vizeweltmeister 1973, 1977
  - Deutscher Langbahnmeister: 1972

- Team:
  - Speedway-Bundesliga: MSC Olching
  - Speedway-Nationalteam